# Clairvaux-d'Aveyron
Pour les articles homonymes, voir Clairvaux (homonymie).
Ne doit pas être confondu avec Clairvaux ou Clairvaux-les-Lacs.
Pour l’article ayant un titre homophone, voir Clervaux.
Clairvaux-d'Aveyron est une commune française située dans le département de l'Aveyron en région Occitanie. Son nom occitan est Claravals.
Le patrimoine architectural de la commune comprend deux immeubles protégés au titre des monuments historiques : le château de Panat, inscrit en 1965, et l'église Saint-Blaise, inscrite en 1997.

## Géographie

### Localisation

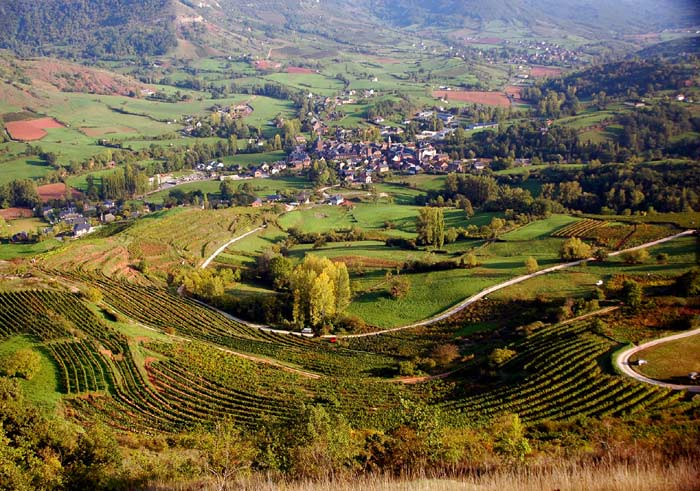
Vue des coteaux plantés de vignes de la vallée de l'Ady, avec les villages de Clairvaux (au premier plan) et Bruéjouls (au second plan).

Située à l'extrémité Sud du canton de Marcillac-Vallon, la commune de Clairvaux-d'Aveyron s'étend sur 2 514 hectares. L'INSEE l'inclut dans l'aire d'attraction de Rodez.
C'est au fond de la vallée de l'Ady que se situent les villages de Clairvaux et de Bruéjouls qui regroupent l'essentiel de la population. À l'Est, sur une hauteur en bordure du Causse comtal, le petit village de Panat est groupé au pied de son château. À l'Ouest, la chapelle Notre-Dame du Buenne, à 736 mètres d'altitude, constitue le point culminant de la commune et du canton. Au Sud, le territoire communal s'étend jusqu'à la vallée de l'Aveyron.
La commune de Clairvaux-d'Aveyron fait partie de la zone de production des vins AOC de Marcillac. Les vignes de "mansois", nom local du fer servadou, sont plantées en terrasses sur les coteaux qui jouissent de la meilleure exposition.

### Communes limitrophes
Les communes limitrophes sont  Belcastel, Druelle Balsac, Goutrens, Mayran, Moyrazès et Valady.

### Climat
Pour des articles plus généraux, voir Climat de l'Occitanie et Climat de l'Aveyron.
En 2010, le climat de la commune est de type climat océanique altéré, selon une étude s'appuyant sur une série de données couvrant la période 1971-2000. En 2020, Météo-France publie une typologie des climats de la France métropolitaine dans laquelle la commune est exposée à un climat de montagne et est dans la région climatique Sud-est du Massif Central, caractérisée par une pluviométrie annuelle de 1 000 à 1 500 mm, minimale en été, maximale en automne.
Pour la période 1971-2000, la température annuelle moyenne est de 12 °C, avec une amplitude thermique annuelle de 16 °C. Le cumul annuel moyen de précipitations est de 1 051 mm, avec 11,5 jours de précipitations en janvier et 6,8 jours en juillet. Pour la période 1991-2020, la température moyenne annuelle observée sur la station météorologique la plus proche, située sur la commune de Salles-la-Source à 8 km à vol d'oiseau, est de 11,1 °C et le cumul annuel moyen de précipitations est de 869,1 mm,. Pour l'avenir, les paramètres climatiques de la commune estimés pour 2050 selon différents scénarios d'émission de gaz à effet de serre sont consultables sur un site dédié publié par Météo-France en novembre 2022.

## Urbanisme

### Typologie
Au 1er janvier 2024, Clairvaux-d'Aveyron est catégorisée commune rurale à habitat dispersé, selon la nouvelle grille communale de densité à 7 niveaux définie par l'Insee en 2022.
Elle est située hors unité urbaine. Par ailleurs la commune fait partie de l'aire d'attraction de Rodez, dont elle est une commune de la couronne,. Cette aire, qui regroupe 68 communes, est catégorisée dans les aires de 50 000 à moins de 200 000 habitants,.

## Histoire
Le village de Clairvaux s'est développé autour d'un monastère dont la fondation est relatée par le cartulaire de l'abbaye de Conques.
En 1060, un prince anglais, nommé Alboin (connu en anglais sous le nom de Ælfwine Haroldsson), fils présumé du roi Harold II d'Angleterre, traverse le Rouergue à l'occasion d'un pèlerinage vers les lieux saints. Dans la vallée de l'Ady, il est ému par les ruines d'un monastère détruit par les Arabes au VIIIe siècle. Il se recueille longuement et décide de recréer un monastère dédié à saint Pierre. Il réussit à obtenir l'adhésion de l'évêque de Rodez et des seigneurs rivaux de Panat et Cassagnes qui abandonnent tous leurs droits seigneuriaux aux religieux. Alboin choisit de confier le monastère à l'abbaye Saint-Pierre de Brantôme en Périgord, qui l'avait accueilli au cours de son pèlerinage.
En 1062, le monastère est cédé à l'abbaye de Conques, plus proche. Au XIVe siècle, il ne s'agit plus que d'un prieuré auquel est désormais rattaché le prieuré voisin de Bruéjouls. Toutefois, témoignant de l'importance passée du monastère, le prieur de Clairvaux a droit au port de la crosse et de la mître. Il bénéficie également d'un rang de préséance élevé aux États du Rouergue. Le titulaire du bénéfice ecclésiastique constitué par le prieuré de Clairvaux est également seigneur du bourg.
Peu de noms des titulaires du prieuré nous sont parvenus. On relève néanmoins celui de l'abbé Pierre Tournier (prieur de 1672 à 1741), issu d'une famille de parlementaires toulousains, lui-même conseiller clerc au Parlement de Toulouse et titulaire d'autres bénéfices ecclésiastiques (chantre de l'église Saint-Géraud d'Aurillac, prieur de Sieurac dans le Tarn).
La présence du monastère, puis du prieuré, a favorisé le développement du bourg de Clairvaux qui bénéficie d'une charte d'affranchissement en 1390. Celle-ci l'autorise à se doter d'une administration municipale. Les consuls engagent alors la fortification du village qui est cependant envahi par les Anglais durant la Guerre de Cent Ans.
Différentes enquêtes conduites aux XVIe, XVIIe et XVIIIe siècles évoquent toutes Clairvaux comme un bourg prospère d'une relative importance. Le patrimoine bâti du vieux village en témoigne encore aujourd'hui.

## Politique et administration

### Liste des maires
À la création du département de l'Aveyron en 1790, Clairvaux devient chef-lieu de canton, mais ne le reste que jusqu'au début du XIXe siècle.
En 1860, Clairvaux absorbe les communes de Bruéjouls, Panat, Ruffepeyre et Balsac (qui redevient une commune autonome en 1866).
Un décret du 26 février 1958 change officiellement le nom de la commune en Clairvaux-d'Aveyron.
La commune fait aujourd'hui partie du canton de Marcillac-Vallon, de l'arrondissement de Rodez et de la 1re circonscription législative de l'Aveyron (Rodez - Nord Aveyron). Elle est membre de la communauté de communes Causse et vallon de Marcillac.
| Période                                  | Période  | Identité            | Étiquette | Qualité                                                                      |
| ---------------------------------------- | -------- | ------------------- | --------- | ---------------------------------------------------------------------------- |
| 1953                                     | 1983     | Hippolyte Trouillet |           | Docteur en pharmacie                                                         |
| 1983                                     | 1995     | Jacques Salès       |           | Cadre retraité                                                               |
| 1995                                     | 2008     | Joël Russery        |           | Cadre d'entreprise                                                           |
| 2008                                     | En cours | Jean-Marie Lacombe, | DVD       | Agriculteur sur moyenne exploitation, Président de la Communauté de communes |
| Les données manquantes sont à compléter. |          |                     |           |                                                                              |

## Démographie
La commune de Clairvaux-d'Aveyron a compté jusqu'à 2 500 habitants dans les années 1850. La population a ensuite fortement décru jusqu'au milieu des années 1960.
L'évolution du nombre d'habitants est connue à travers les recensements de la population effectués dans la commune depuis 1793. Pour les communes de moins de 10 000 habitants, une enquête de recensement portant sur toute la population est réalisée tous les cinq ans, les populations de référence des années intermédiaires étant quant à elles estimées par interpolation ou extrapolation. Pour la commune, le premier recensement exhaustif entrant dans le cadre du nouveau dispositif a été réalisé en 2007.

En 2022, la commune comptait 1 154 habitants, en évolution de +0,09 % par rapport à 2016 (Aveyron : +0,37 %, France hors Mayotte : +2,11 %).
| 1793 | 1800 | 1806  | 1821  | 1831  | 1836  | 1841  | 1846  | 1851  |
| ---- | ---- | ----- | ----- | ----- | ----- | ----- | ----- | ----- |
| 467  | 425  | 2 411 | 2 200 | 2 266 | 2 070 | 2 318 | 2 559 | 2 523 |

| 1856  | 1861  | 1866  | 1872  | 1876  | 1881  | 1886  | 1891  | 1896  |
| ----- | ----- | ----- | ----- | ----- | ----- | ----- | ----- | ----- |
| 2 400 | 2 450 | 1 925 | 1 807 | 1 940 | 1 796 | 1 853 | 1 826 | 1 788 |

| 1901  | 1906  | 1911  | 1921  | 1926  | 1931  | 1936  | 1946  | 1954  |
| ----- | ----- | ----- | ----- | ----- | ----- | ----- | ----- | ----- |
| 1 718 | 1 593 | 1 639 | 1 470 | 1 502 | 1 419 | 1 395 | 1 262 | 1 031 |

| 1962 | 1968 | 1975 | 1982 | 1990 | 1999  | 2006  | 2007  | 2012  |
| ---- | ---- | ---- | ---- | ---- | ----- | ----- | ----- | ----- |
| 937  | 834  | 857  | 923  | 911  | 1 039 | 1 116 | 1 127 | 1 161 |

| 2017  | 2022  | - | - | - | - | - | - | - |
| ----- | ----- | - | - | - | - | - | - | - |
| 1 144 | 1 154 | - | - | - | - | - | - | - |

## Économie

### Revenus
En 2018  (données Insee publiées en septembre 2021), la commune compte 435 ménages fiscaux, regroupant 995 personnes. La médiane du revenu disponible par unité de consommation est de 23 440 € (20 640 € dans le département).

### Emploi
| Division       | 2008  | 2013  | 2018  |
| -------------- | ----- | ----- | ----- |
| Commune        | 3,1 % | 4,2 % | 3,1 % |
| Département    | 5,4 % | 7,1 % | 7,1 % |
| France entière | 8,3 % | 10 %  | 10 %  |

En 2018, la population âgée de 15 à 64 ans s'élève à 655 personnes, parmi lesquelles on compte 82,5 % d'actifs (79,5 % ayant un emploi et 3,1 % de chômeurs) et 17,5 % d'inactifs,. Depuis 2008, le taux de chômage communal (au sens du recensement) des 15-64 ans est inférieur à celui de la France et du département.
La commune fait partie de la couronne de l'aire d'attraction de Rodez, du fait qu'au moins 15 % des actifs travaillent dans le pôle,. Elle compte 357 emplois en 2018, contre 280 en 2013 et 294 en 2008. Le nombre d'actifs ayant un emploi résidant dans la commune est de 531, soit un indicateur de concentration d'emploi de 67,3 % et un taux d'activité parmi les 15 ans ou plus de 58,1 %.
Sur ces 531 actifs de 15 ans ou plus ayant un emploi, 177 travaillent dans la commune, soit 33 % des habitants. Pour se rendre au travail, 80,8 % des habitants utilisent un véhicule personnel ou de fonction à quatre roues, 0,6 % les transports en commun, 11,8 % s'y rendent en deux-roues, à vélo ou à pied et 6,8 % n'ont pas besoin de transport (travail au domicile).

### Activités hors agriculture

#### Secteurs d'activités
61 établissements sont implantés à Clairvaux-d'Aveyron au 31 décembre 2019. Le tableau ci-dessous en détaille le nombre par secteur d'activité et compare les ratios avec ceux du département,.
| Secteur d'activité                                                                                        | Commune | Commune | Département |
| Secteur d'activité                                                                                        | Nombre  | %       | %           |
| --- | ------- | ------- | ----------- |
| Ensemble                                                                                                  | 61      | 100 %   | (100 %)     |
| Industrie manufacturière, industries extractives et autres                                                | 9       | 14,8 %  | (17,7 %)    |
| Construction                                                                                              | 9       | 14,8 %  | (13 %)      |
| Commerce de gros et de détail, transports, hébergement et restauration                                    | 11      | 18 %    | (27,5 %)    |
| Information et communication                                                                              | 1       | 1,6 %   | (1,5 %)     |
| Activités financières et d'assurance                                                                      | 1       | 1,6 %   | (3,4 %)     |
| Activités immobilières                                                                                    | 2       | 3,3 %   | (4,2 %)     |
| Activités spécialisées, scientifiques et techniques et activités de services administratifs et de soutien | 15      | 24,6 %  | (12,4 %)    |
| Administration publique, enseignement, santé humaine et action sociale                                    | 4       | 6,6 %   | (12,7 %)    |
| Autres activités de services                                                                              | 9       | 14,8 %  | (7,8 %)     |

Le secteur des activités spécialisées, scientifiques et techniques et des activités de services administratifs et de soutien est prépondérant sur la commune puisqu'il représente 24,6 % du nombre total d'établissements de la commune (15 sur les 61 entreprises implantées  à Clairvaux-d'Aveyron), contre 12,4 % au niveau départemental.

#### Entreprises
Les quatre entreprises ayant leur siège social sur le territoire communal qui génèrent le plus de chiffre d'affaires en 2020 sont : 
- Lentou, activités des sociétés holding (1 057 k€) ;
- SARL Higonnet Benoit, travaux d'installation électrique dans tous locaux (120 k€) ;
- Roualdes, autres services personnels n.c.a. (65 k€) ;
- J&N Jardi-Brico, services d'aménagement paysager (7 k€).

Outre la viticulture, liée à l'AOC Marcillac, les activités agricoles touchent également à l'élevage bovin, ovin ou avicole.
Depuis les années 1970, un établissement et service d'aide par le travail (ESAT) est installé dans le village de Clairvaux. Il accueille plus de 70 travailleurs handicapés. Ses activités se répartissent en trois pôles : tôlerie, câblage et conditionnement.
Une maison de retraite de près de 80 lits est installée dans les bâtiments de l'ancien couvent Saint-Joseph-de-Clairvaux, bâtis au XIXe siècle et rénovés au début des années 1990. Elle emploie 35 personnes.
Des commerces de proximité (cafés, restaurants, boulangerie, épicerie, dépôt de presse, bureau de tabac, salon de coiffure, cave à vins) et des artisans de différents corps de métiers complètent le paysage économique de la commune.

### Agriculture
La commune est dans le Rougier de Marcillac, une petite région agricole située dans le nord-ouest du département de l'Aveyronet correspondant au haut bassin du Dourdou de Conques. En 2020, l'orientation technico-économique de l'agriculture  sur la commune est la polyculture et/ou le polyélevage.
|               | 1988  | 2000  | 2010  | 2020  |
| ------------- | ----- | ----- | ----- | ----- |
| Exploitations | 92    | 51    | 57    | 44    |
| SAU (ha)      | 1 467 | 1 209 | 1 414 | 1 468 |

Le nombre d'exploitations agricoles en activité et ayant leur siège dans la commune est passé de 92 lors du recensement agricole de 1988  à 51 en 2000 puis à 57 en 2010 et enfin à 44 en 2020, soit une baisse de 52 % en 32 ans. Le même mouvement est observé à l'échelle du département qui a perdu pendant cette période 51 % de ses exploitations,. La surface agricole utilisée sur la commune a quant à elle augmenté, passant de 1 467 ha en 1988 à 1 468 ha en 2020. Parallèlement la surface agricole utilisée moyenne par exploitation a augmenté, passant de 16 à 33 ha.

## Culture locale et patrimoine

### Patrimoine religieux
- Église de l'Assomption de Bruéjouls.
- Église Saint-Julien de Panat.
- Chapelle Notre-Dame de Buenne.
- Chapelle Saint-Joseph du couvent des Sœurs de Saint-Joseph de Clairvaux.

#### Église paroissiale Saint-Blaise de Clairvaux-d'Aveyron
Inscrit MH (1997)
Édifice roman construit au XIe siècle pour servir d'église au monastère fondé en 1060, il a été partiellement rebâti au XVIIIe siècle, à la suite de l'effondrement du clocher, en réutilisant les matériaux d'origine qui ont été remarquablement appareillés.
Lors de sa reconstruction, l'église est réduite de trois travées et perd son transept. Elle se compose désormais d'une nef centrale voûtée d'arêtes d'une hauteur de 12 m et de deux bas-côtés voûtés en plein cintre. Le chœur et les absidioles sont voûtés en cul de four. La nef est séparée des bas-côtés par des arcades en plein cintre ou en anse de panier qui reposent sur des piliers carrés garni de demi-colonnes. Les chapiteaux, sculptés dans le grès rouge, sont décorés de figures humaines, de feuilles d'acanthe, d'aigles, etc. Ils rappellent ainsi fortement ceux de l'abbatiale Sainte-Foy de Conques qui a vraisemblablement servi de modèle. Il en est de même pour la corniche à décor de billettes que l'on trouve dans le chœur de l'église.
L'édifice renferme deux retables  Inscrit MH (1989) en bois doré du XVIIe siècle placés dans les absidioles : l'un représente une mise au tombeau, l'autre une vierge à l'enfant, entourée de médaillons représentant les mystères du Rosaire.

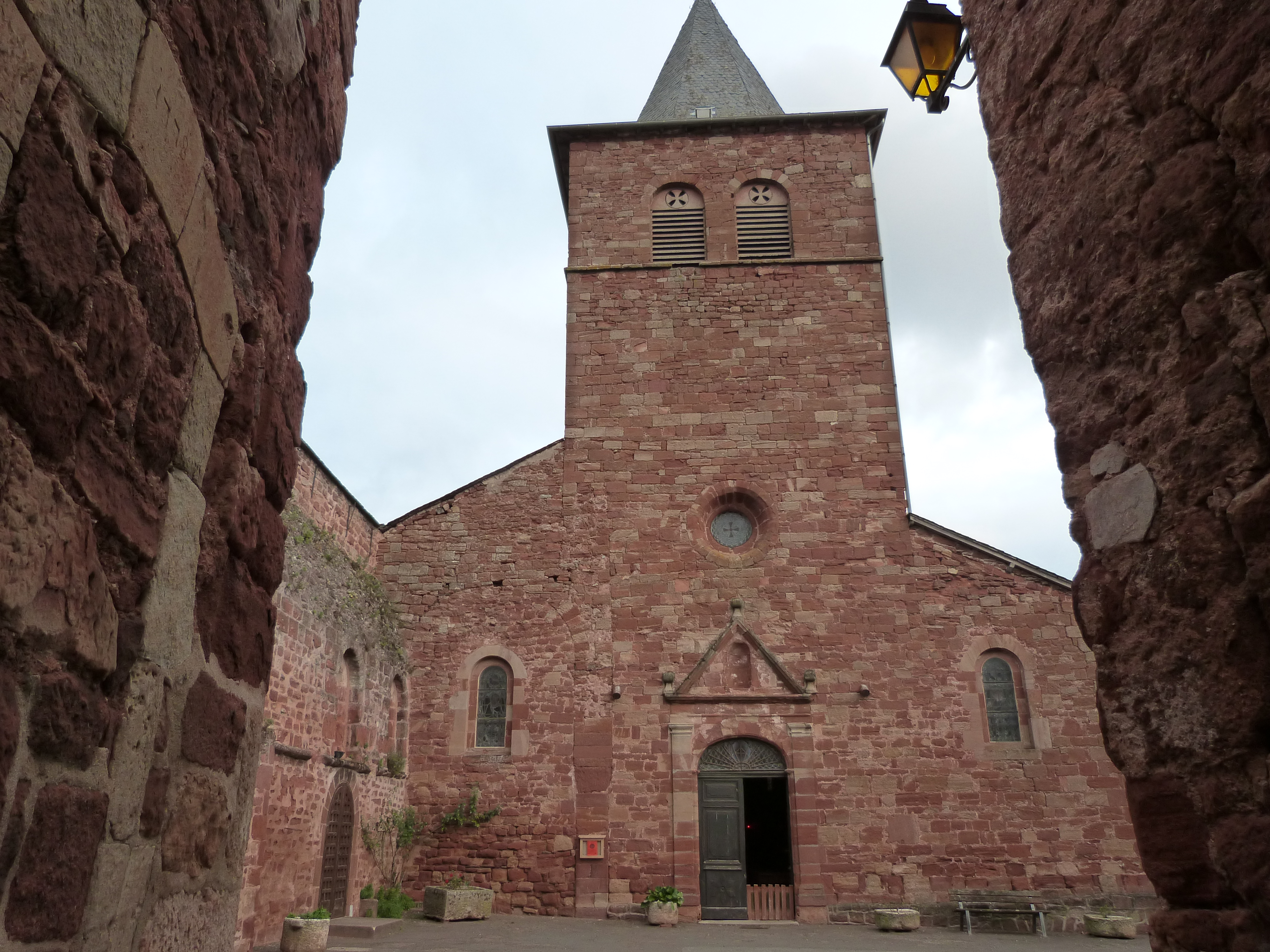
Façade.
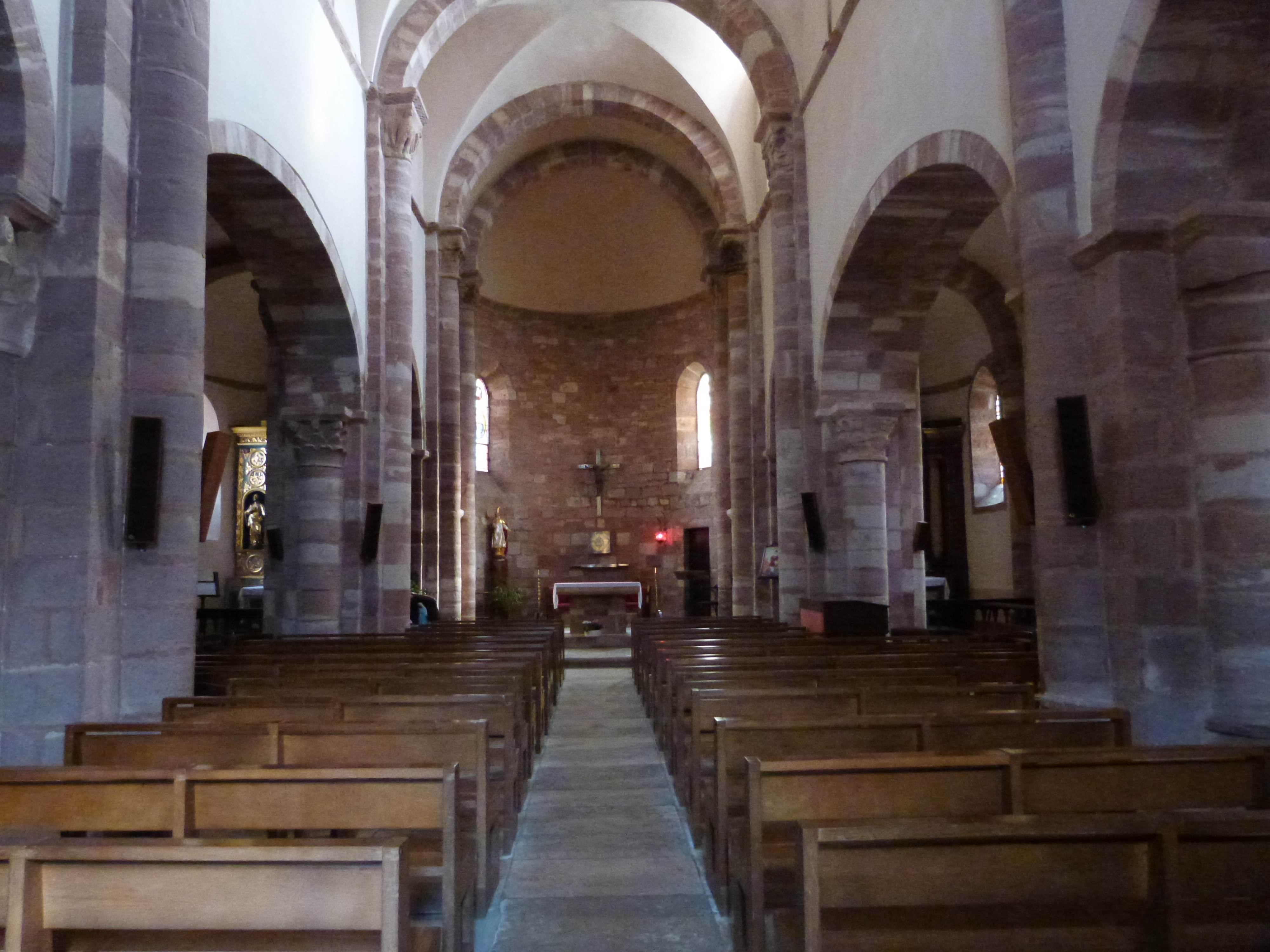
Nef centrale.
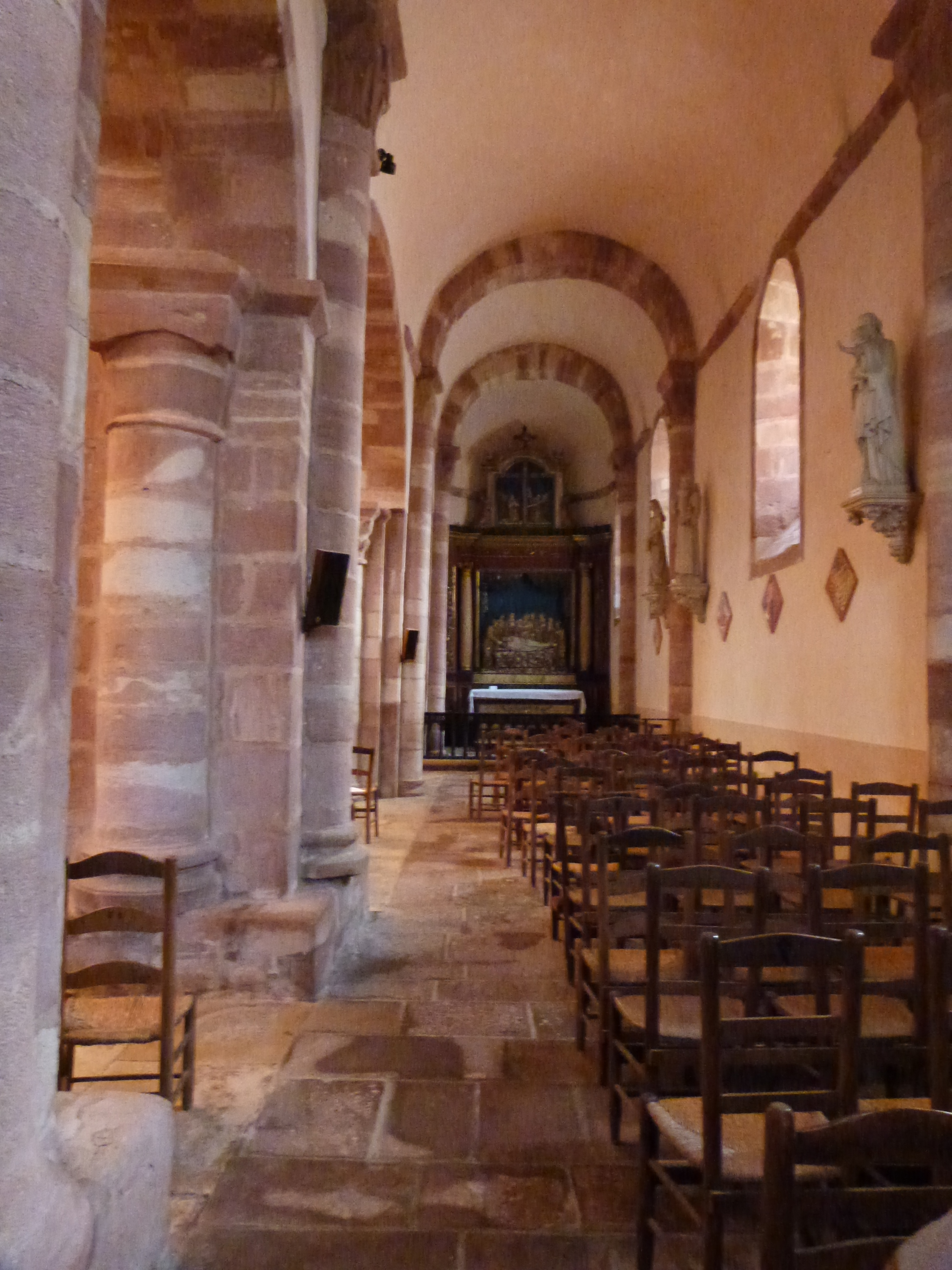
Bas-côté.
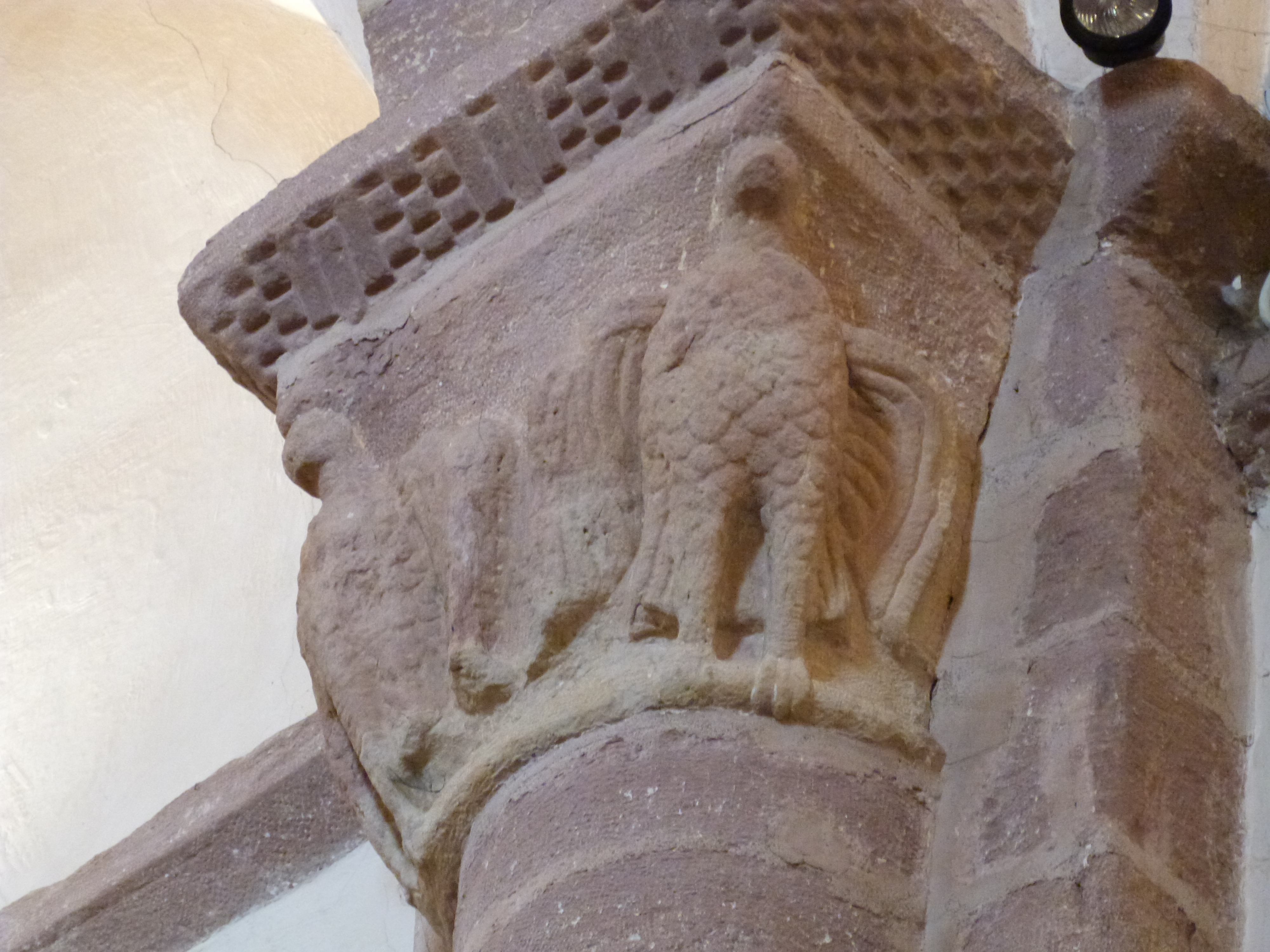
Chapiteau aux aigles.
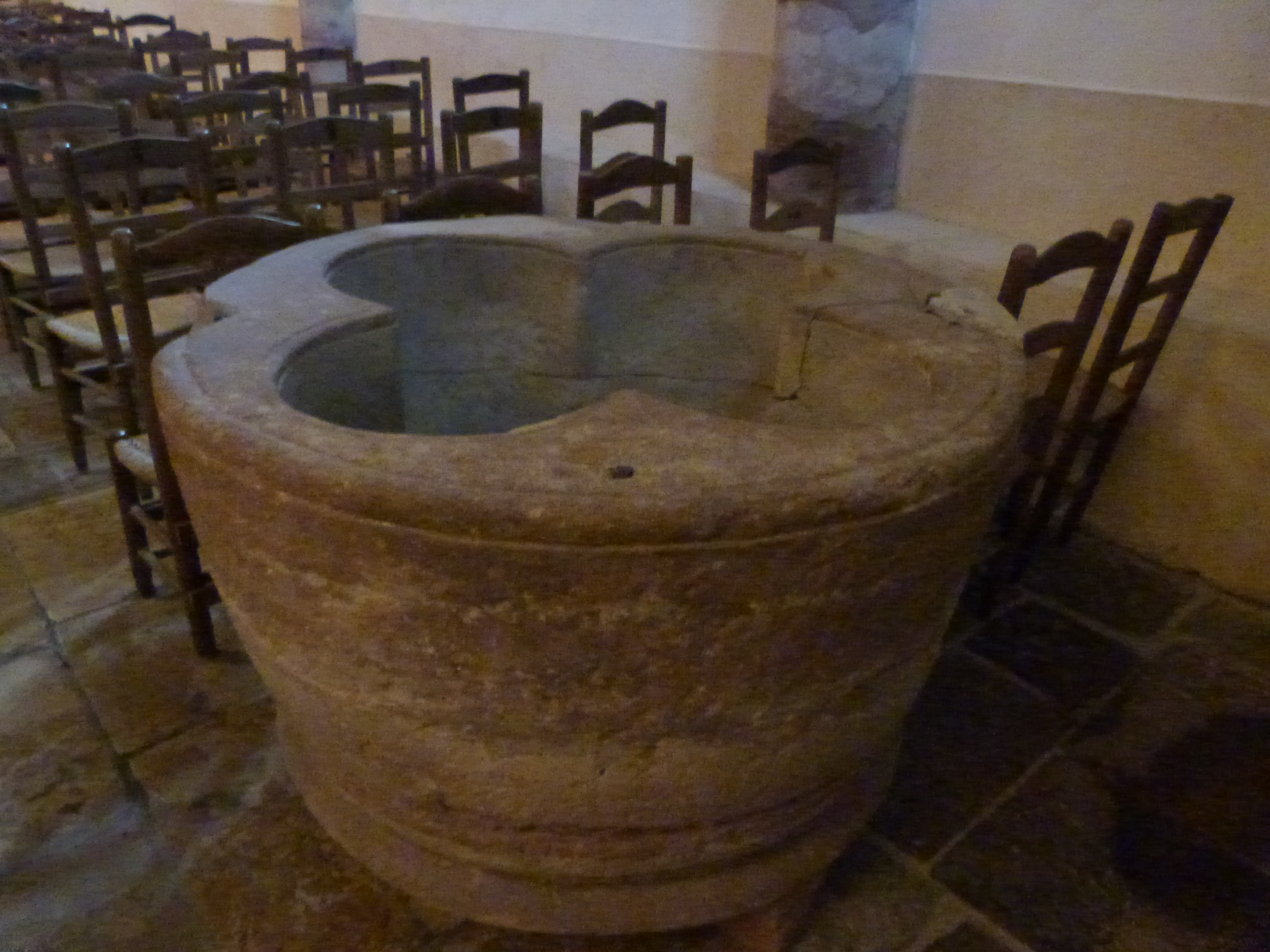
Fonts baptismaux.
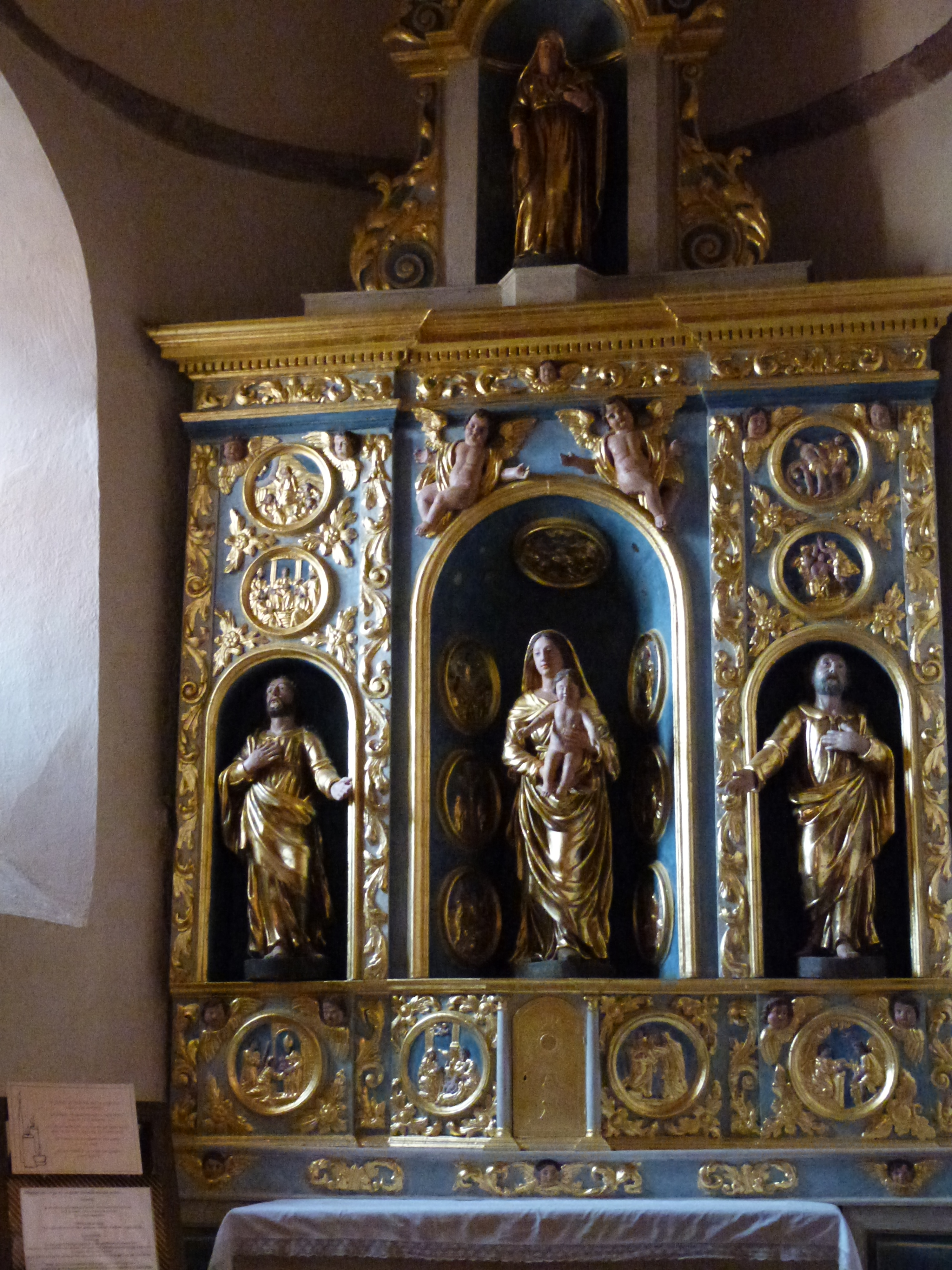
Retable.

### Patrimoine civil

#### Vestiges des fortifications du village de Clairvaux
De l'enceinte construite au XIVe siècle, il reste la porte d'entrée principale, surmontée d'une tour à mâchicoulis, ainsi que deux portes secondaires.
À l'intérieur du vieux village, les ruelles étriquées sont bordées d'anciennes demeures comportant des éléments architecturaux intéressants : des encorbellements, des pigeonniers, des tourelles d'escalier ainsi que des fenêtres à meneaux.

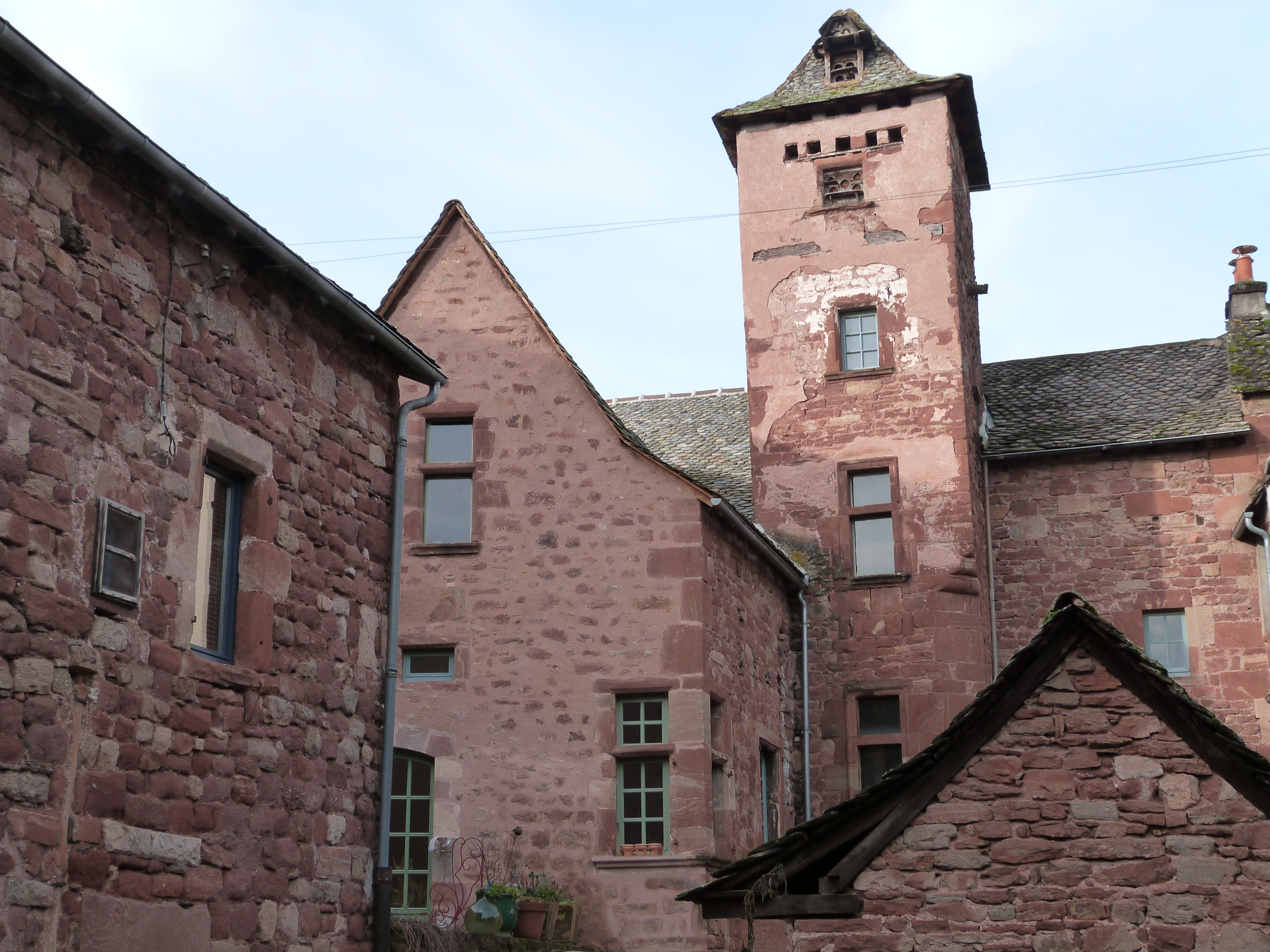
Façades rouges des maisons.
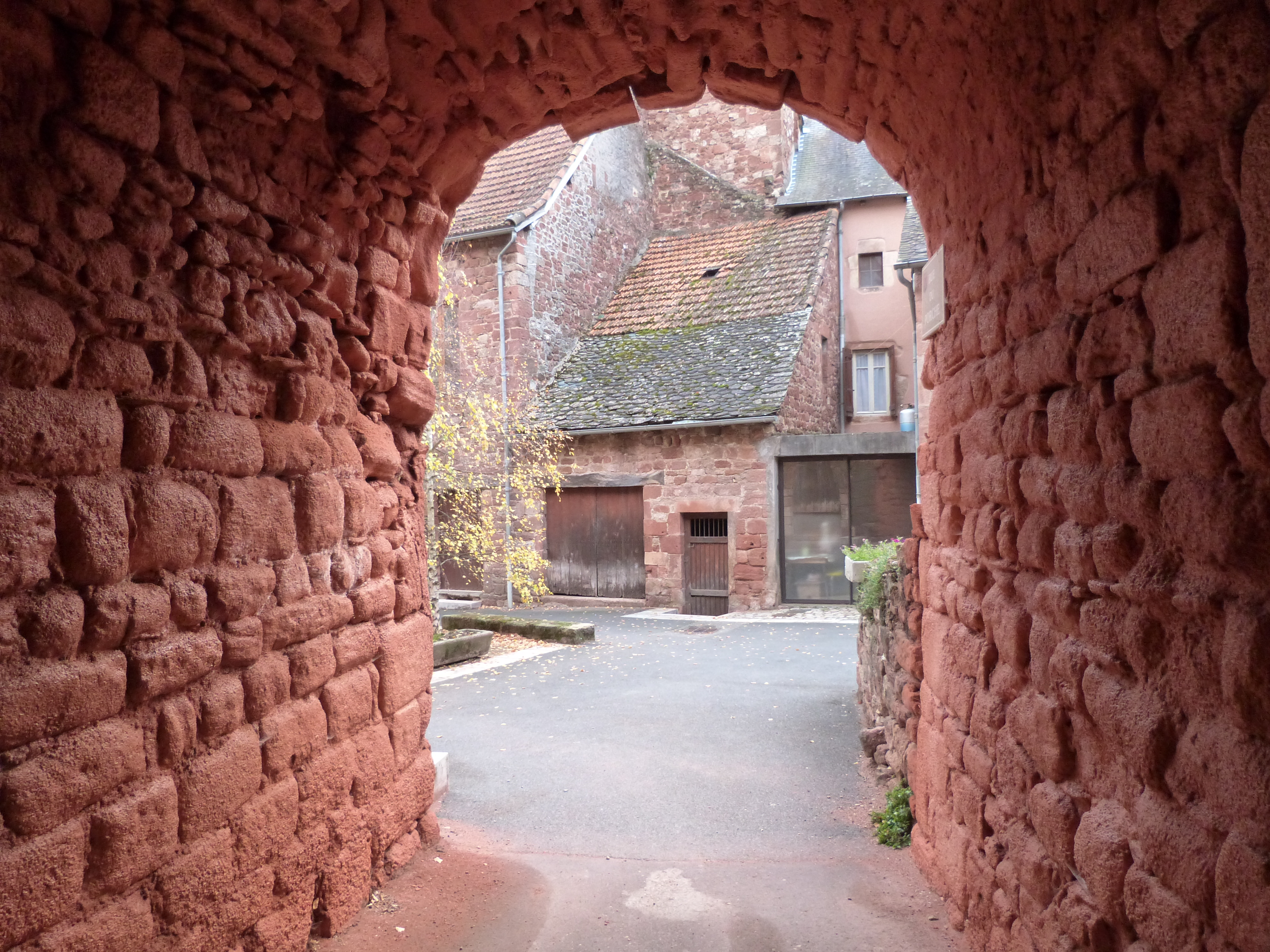
Passage couvert.
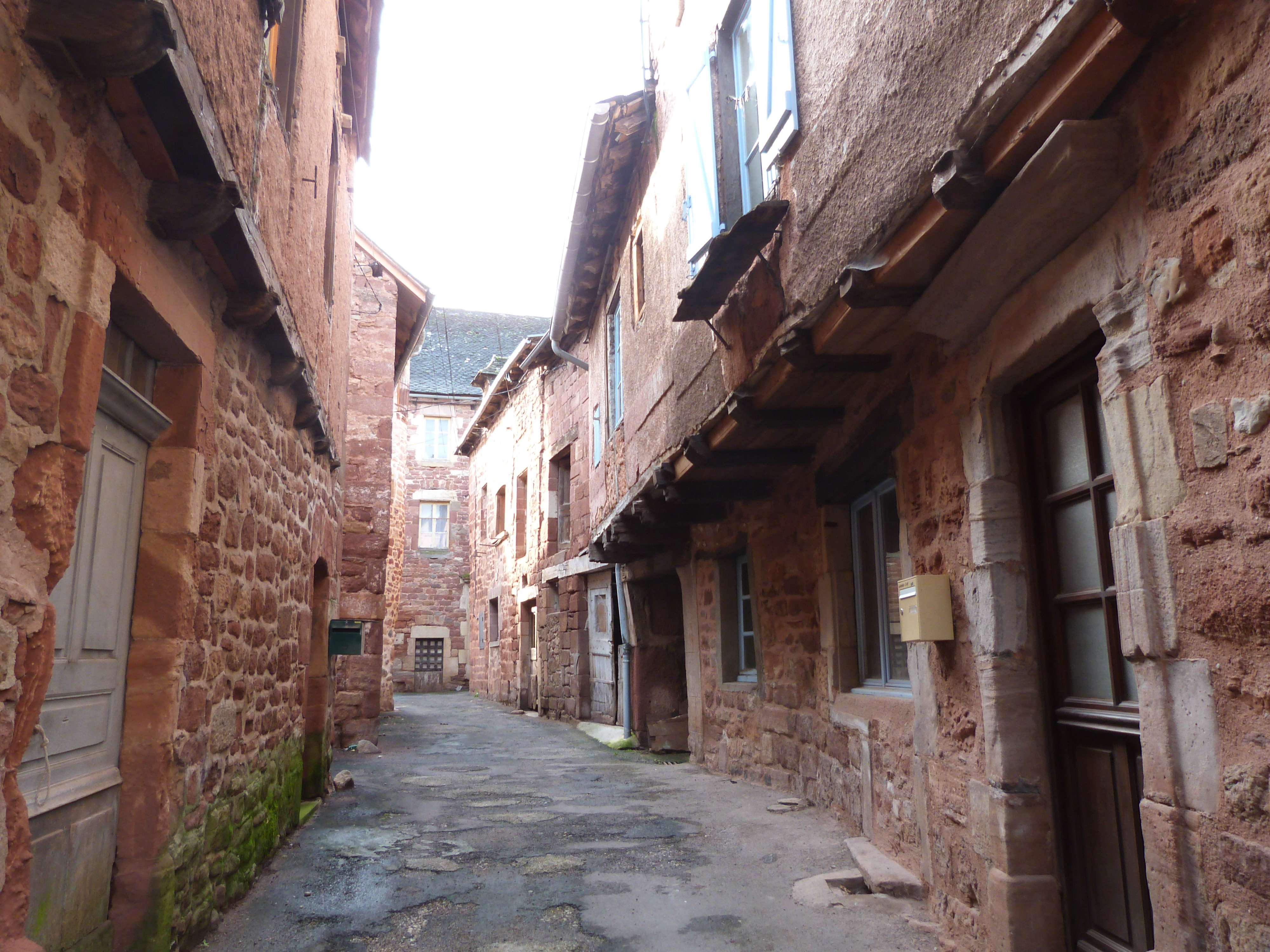
Maisons à encorbellements.
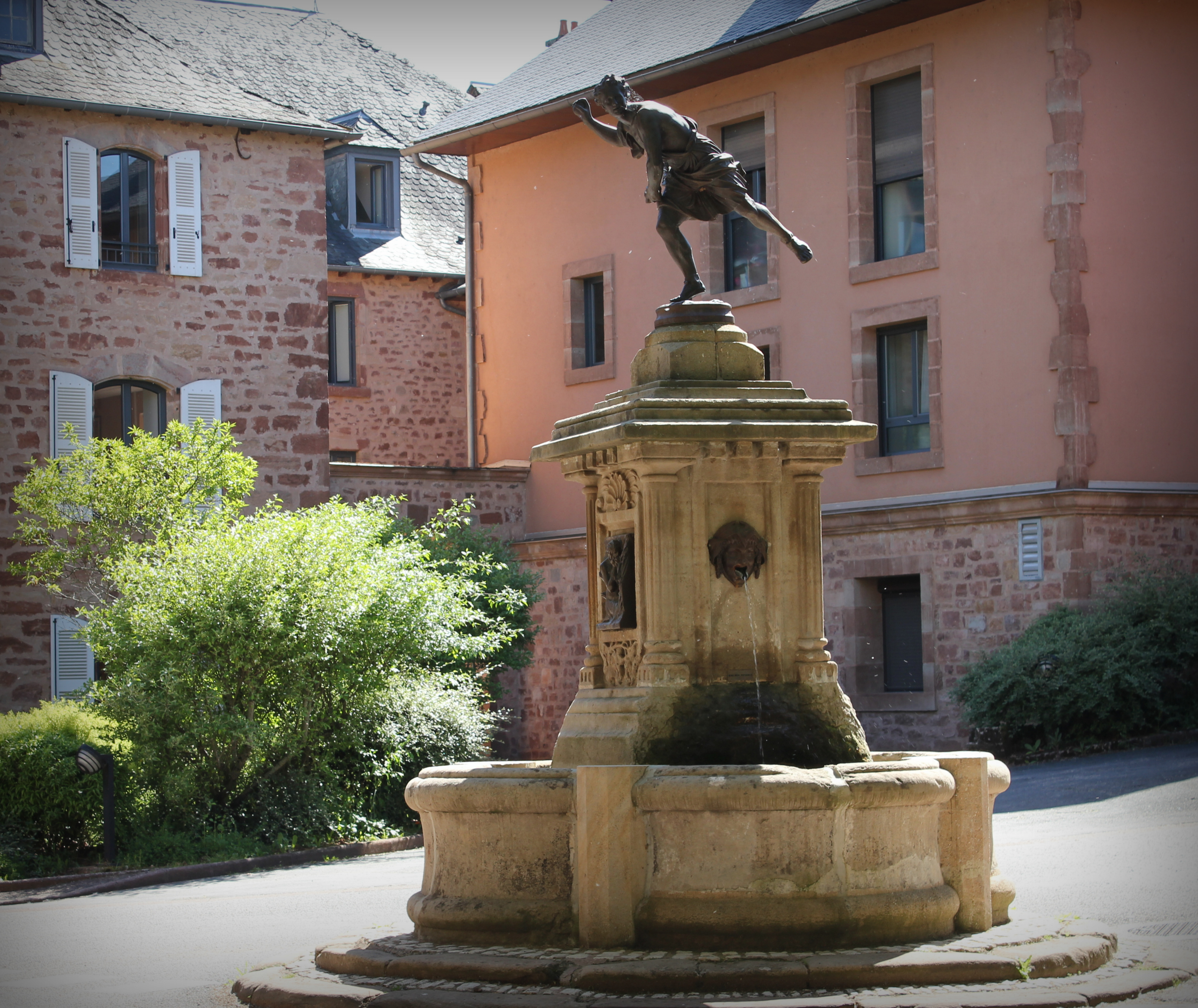
Fontaine sur la place principale.
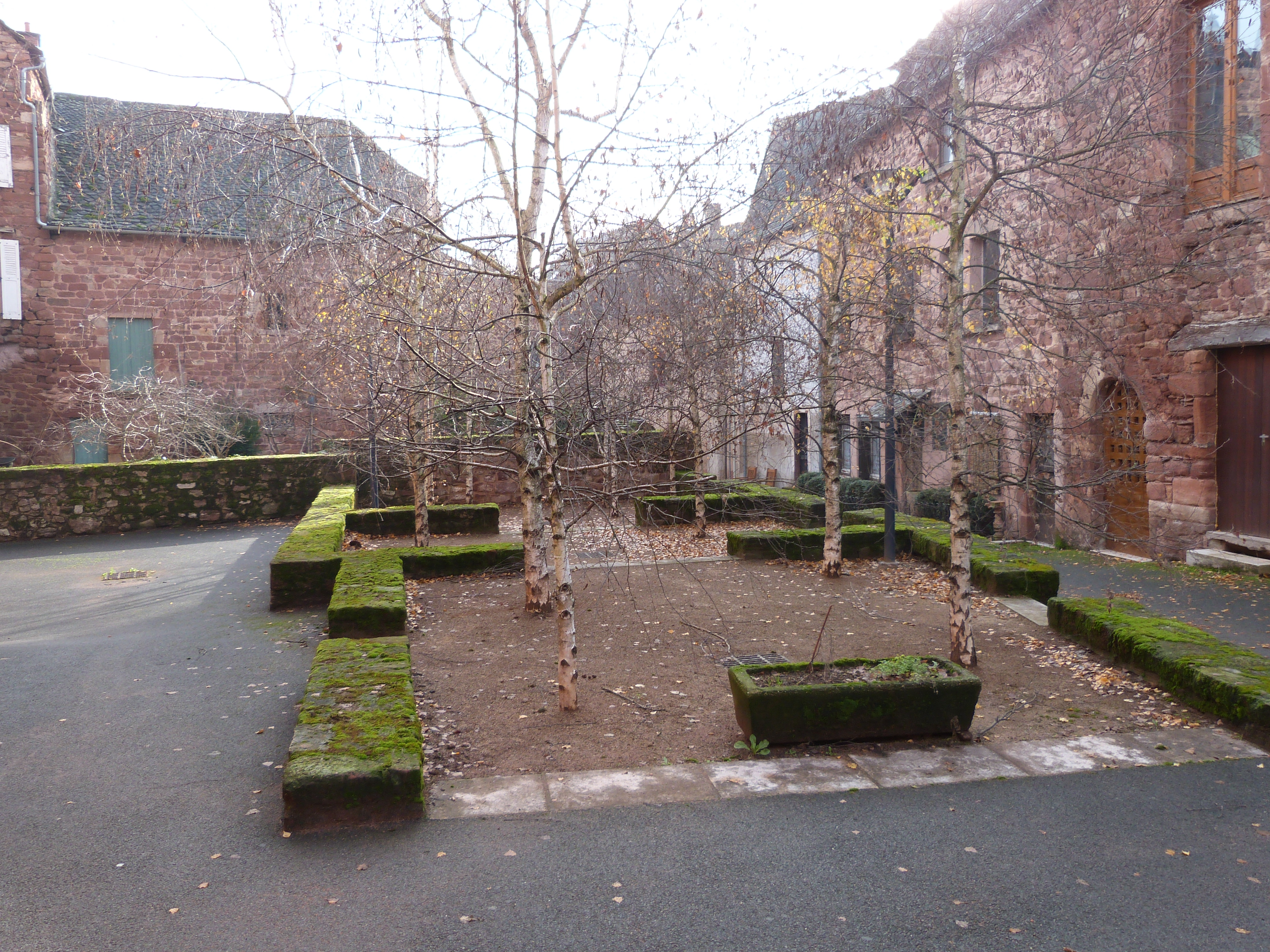
Petite place.

#### Village de Bruéjouls
- Église de l'Assomption de Bruéjouls.

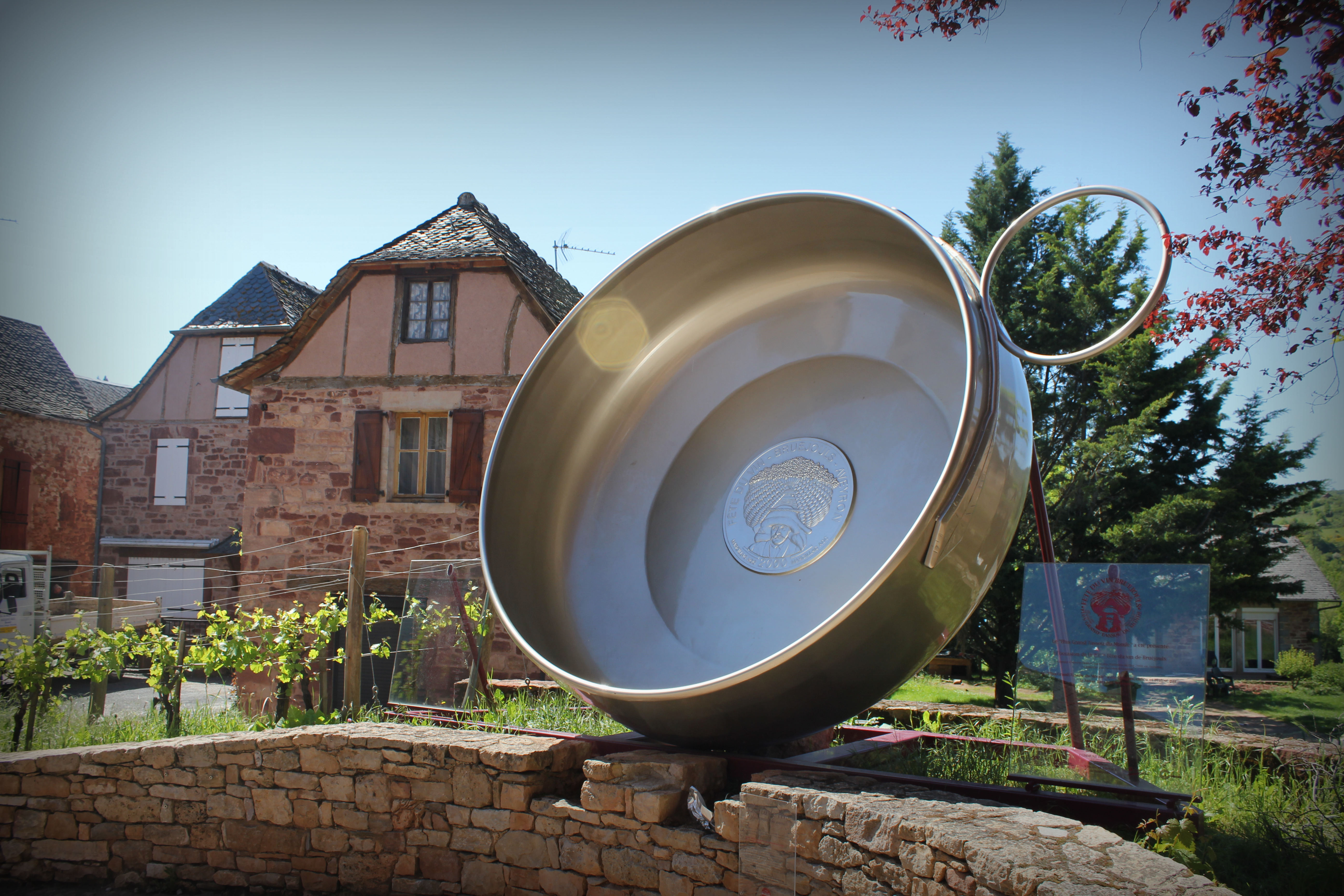
Taste-vin (« tassou ») sur la place de Bruéjouls.

Village de vignerons où l'on trouve de jolies maisons de grès rouge, typiques du Vallon de Marcillac.

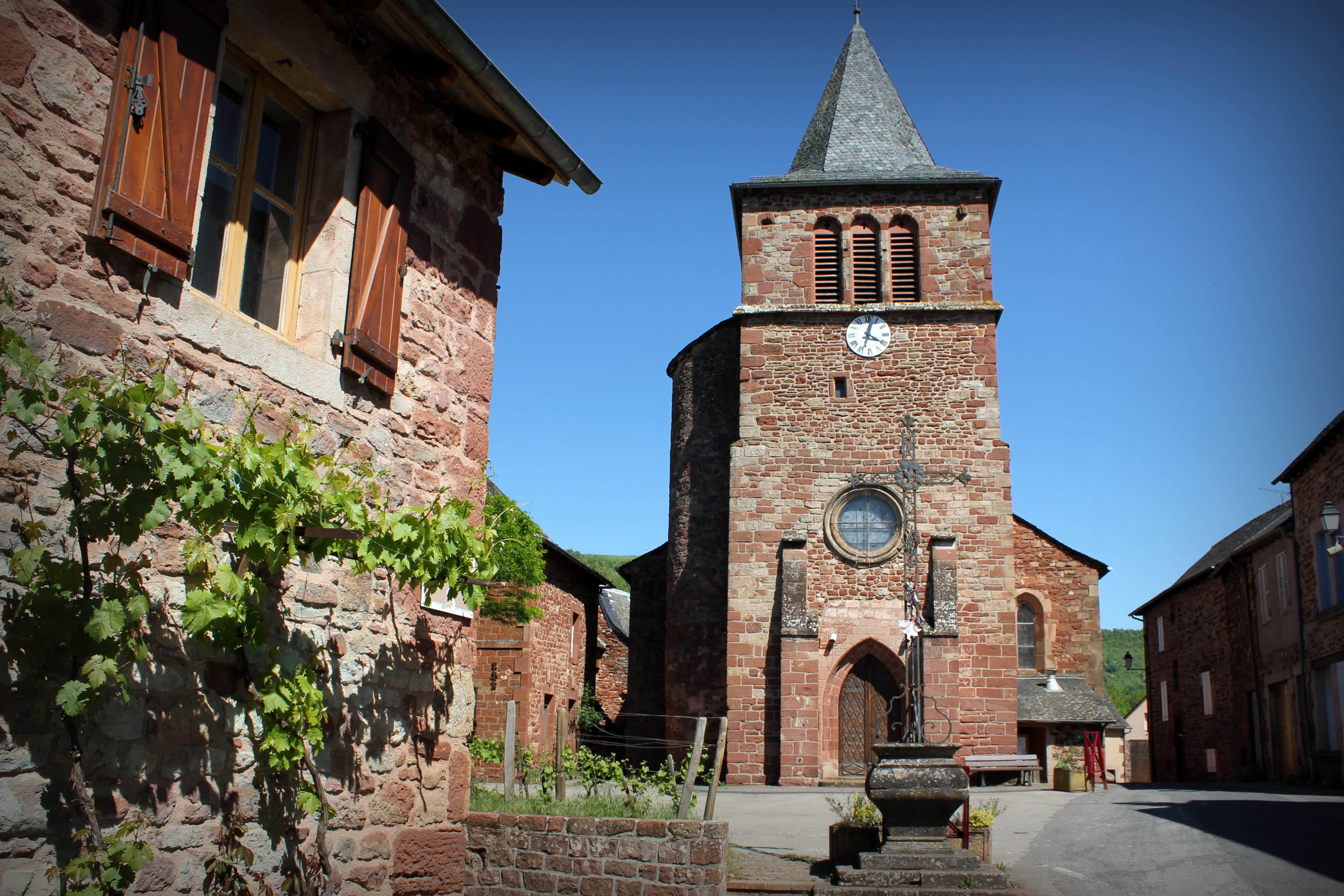
Église de Bruéjouls.

L'église gothique, remaniée au XIXe siècle, renferme une très belle croix processionnelle en argent du XVIe siècle  Classé MH (1938)
En 2000, pour rendre hommage aux vignerons du Vallon qui le portaient quotidiennement sur eux, le foyer rural de Bruéjouls a fait réaliser le plus grand « tassou » (taste-vin) du monde. Il est exposé sur la place de l'église.

#### Château de Panat
Inscrit MH (1965)

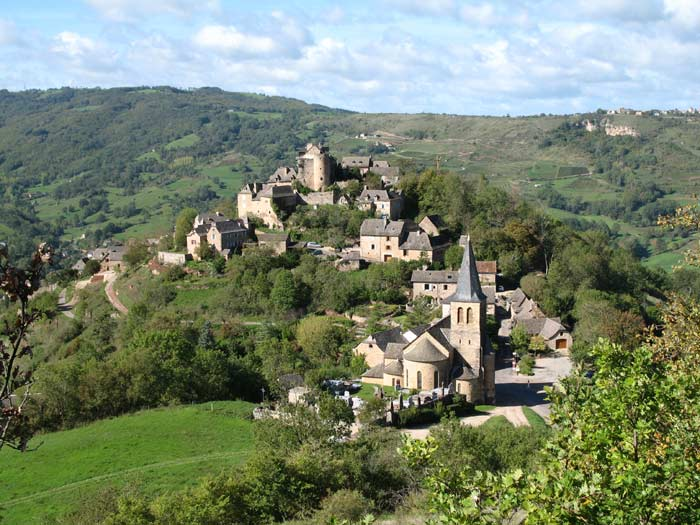
Village et château de Panat.

Berceau de la famille du même nom, le château de Panat voit son existence attestée dès le XIe siècle. Il est alors le siège d'une des principales baronnies du Rouergue médiéval et le chef-lieu d'un petit pays : le Panadès. La famille de Panat étend son influence jusqu'à Marcillac et Salles-Comtaux. Mais en 1238, le comte de Rodez contraint le vicomte de Panat de lui céder ses fiefs du Vallon contre notamment les châteaux de Coupiac et Peyrebrune. C'est désormais dans cette partie du Rouergue que se concentrent l'essentiel des intérêts des Panat, dont le souvenir est perpétué par le nom de la commune de Villefranche-de-Panat.
Tout au long du Moyen Âge, la seigneurie de Panat se voit partagée entre différents coseigneurs, jusqu'à ce qu'elle soit rachetée dans son intégralité par Charles de Buscaylet en 1617. Celui-ci devient alors seigneur de Panat, Bruéjouls et Capdenaguet. Par mariage, le château passe ensuite à une branche de la famille provençale d'Adhémar. Cette branche rouergate prend dès lors le nom d'Adhémar de Panat.
C'est de cette époque que date l'essentiel du château actuel, composé d'un corps de logis rectangulaire flanqué d'une tour ronde et auquel est adossée l'église paroissiale dédiée à saint Julien. Cet édifice religieux, aujourd'hui en ruine, était orné de fresques murales. Découvertes pendant la seconde Guerre Mondiale, elles n'ont pas pu faire l'objet de mesures de conservation et il n'en reste aujourd'hui plus de traces. Le château est resté la propriété de la famille d'Adhémar de Panat jusqu'au milieu des années 1990. Fortement délabré, le bâtiment fait depuis l'objet d'une importante campagne de restauration.
Au pied du château, le petit village de Panat est constitué de belles maisons anciennes construites en calcaire. Une église de style néo-roman a été construite à l'extérieur du village à la fin du XIXe siècle sous la direction de l'architecte Henri Pons. Elle renfermait une statue miraculeuse de Sainte-Anne en bois doré qui date du XVe siècle. La statue se trouve maintenant dans l'église de Nuces.

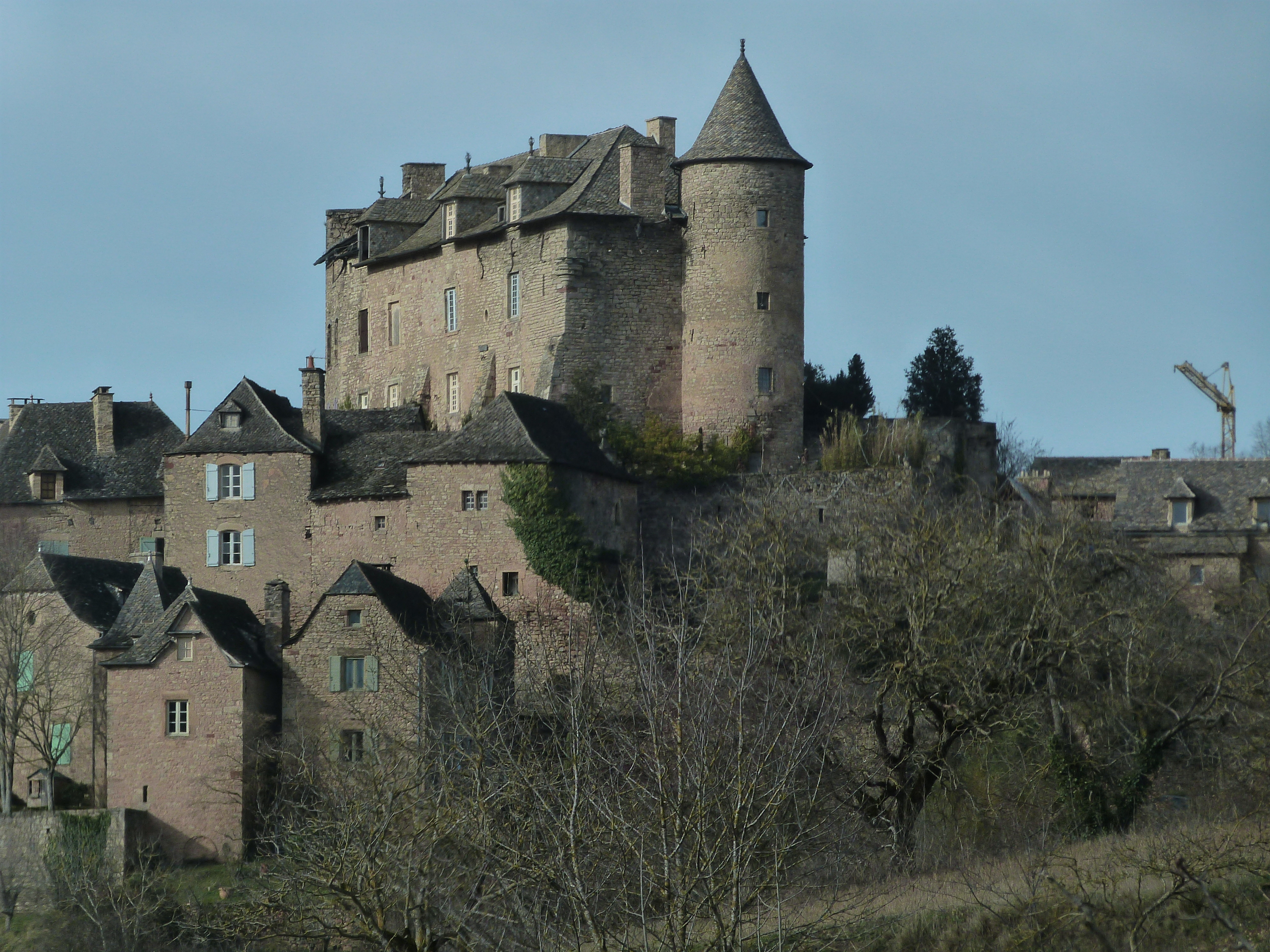
Vue Sud-Est.
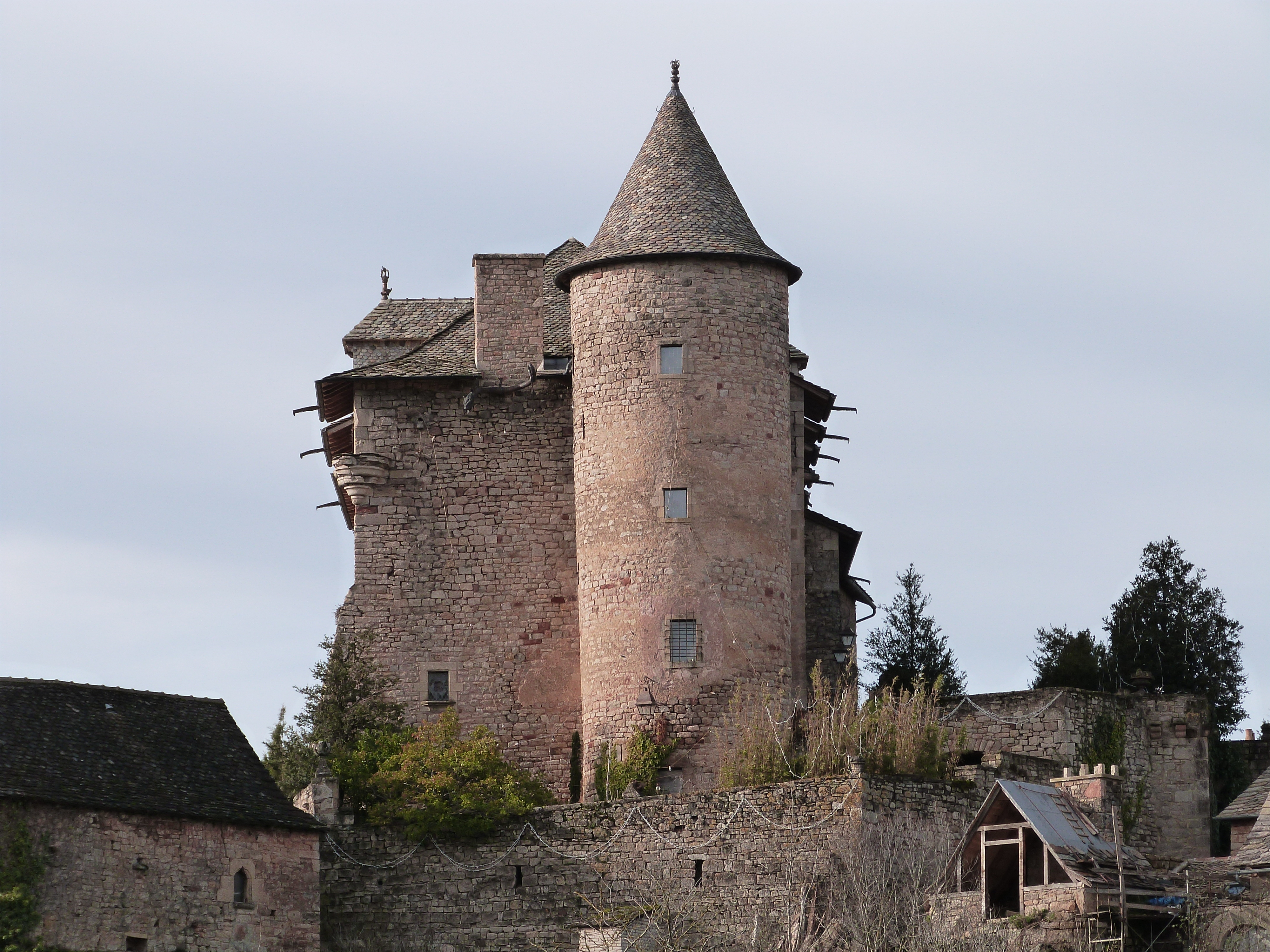
Façade Est.
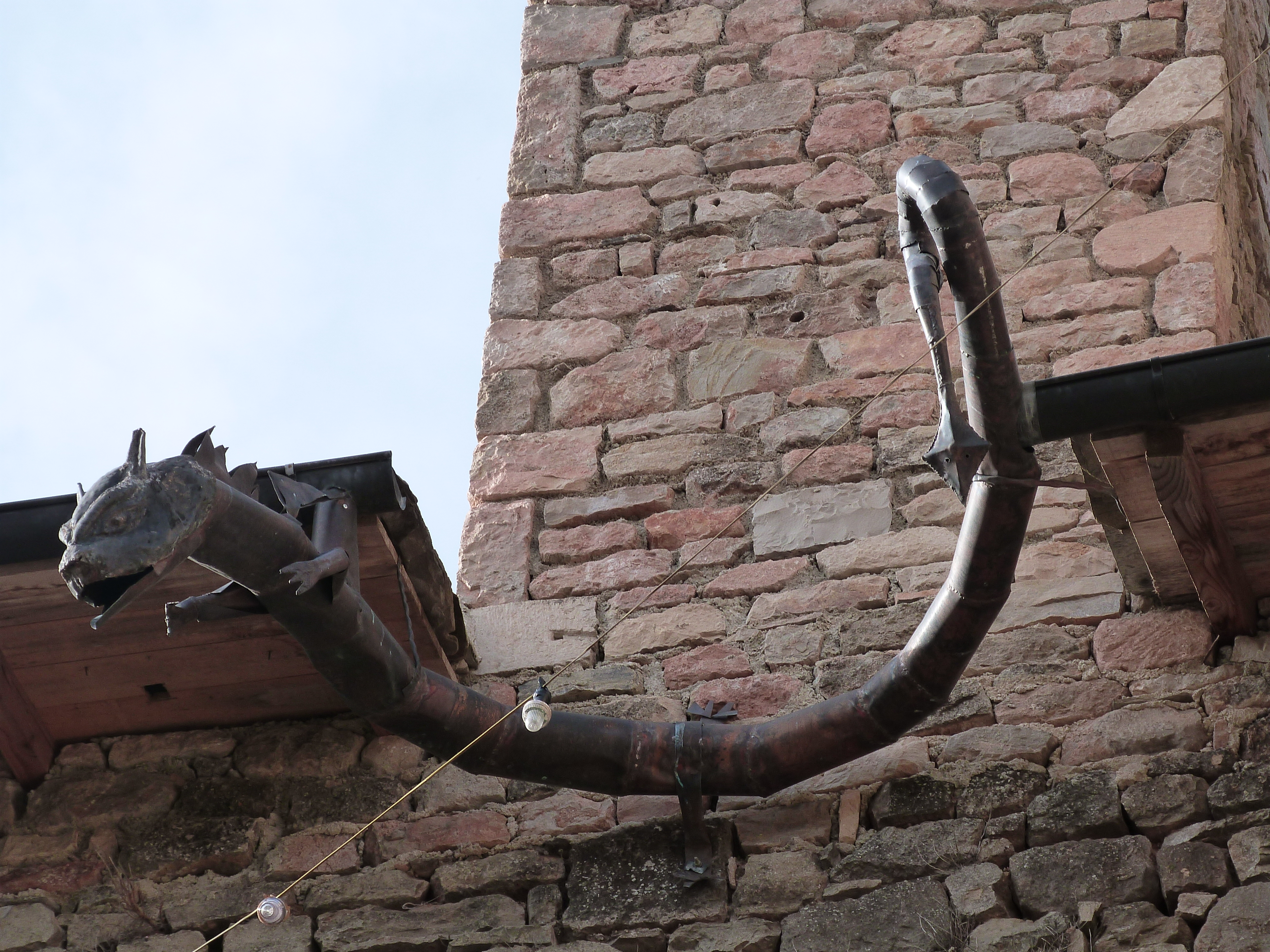
Décor de gouttière.

### Personnalités liées à la commune
- François-Louis d'Adhémar, vicomte de Panat[27]. Né au château de Panat en 1715, il accomplit une brillante carrière dans l'armée royale. Il est fait commandeur de l'ordre de Saint-Louis par le roi en 1779, nommé maréchal de camp en 1780. En 1789, la noblesse de la sénéchaussée de Rodez le désigne comme son représentant aux États généraux convoqués par Louis XVI. Après les premiers événements révolutionnaires, il quitte la France pour Coblence et devient commandant dans l'armée des émigrés. Il meurt en avril 1792, à Limbourg.